# يحيى الكفري
يحيى الكفري (1 نوفمبر 1959- )؛ ممثل، ممثل صوت ومؤلف سوري.

## عن حياته
تخرج من المعهد العالي للفنون المسرحية عام 1988، وقبلها حصل على دبلوم هندسة ديكور قسم التصميم الداخلي عام 1983، وهو عضو المسرح القومي في سوريا، من أبرز أعماله: حضارة العرب، العقاب، هدوء نسبي، وله العديد من الأعمال التلفزيونية، خاصة في مجال دبلجة الرسوم المتحركة.

## أعماله

### في التلفزيون
- حضارة العرب ج2
- العقاب
- هدوء نسبي
- دقات قلب دوبلاج عربي
- لورنس العرب
- العوسج
- اخوة التراب
- عدالة الصحراء
- أحمد بن حنبل
- المفتاح
- عش الزغاليل / كاتبًا /
- مسرح بلا جمهور / كاتبًا وممثلًا /

### في الدوبلاج
- إيداتين جمب - إياد وحسام والمدير وعقلة وسليم وخيري
- بن 10 - دكتور أنيمو، ستينكفلاي
- بن 10: سر الأومنتريكس - دكتور أنيمو
- طريق السلام - لينا
- القناع - سامح
- كابتن ماجد
- باتمان - الجوكر (نسخة مركز الزهرة)
- المحقق كونان - شيراتوري
- المحقق كونان: الهدف الرابع عشر – شيراتوري
- المحقق كونان: الرجل اللغز – شيراتوري
- المحقق كونان: الشاهدة الوحيدة – شيراتوري
- المحقق كونان: قضية زيرو – شيراتوري
- الدراج المقنع - كيتاوكا شويتشي (كيتا) - كانزاكي شيرو
- ولفرين والإكس مين - نايت كرولر - كويك سيلفر - كيلي
- أيرون كيد - جاك
- القناص - روي - فرانكلين
- ساموراي 7 - كامبي
- الرمية الملتهبة - راجح
- الأشاوس - واثق
- صقور الأرض - حكمت
- إينوياشا - ميوجا
- دورايمون ج1
- إد إدد وإدي - إدي
- أسطورة النسر - هايزاك
- سكوبي دو - والد سكوبي
- النمر المقنع - طيفور- سيلفر
- الماسة الزرقاء - وديع
- النمر المقنع - رئيس التحرير
- الـصياد- روي ريفانت
- بي بليد - مايكل
- مغامرات سوسان - سوسان
- السيف والرقعة الحاسمة - هوليان
- فلينستون 2 - بارع
- مغامرات حنين
- في جعبتي حكاية
- أوبتي مورفس - عالم سيارات الأول وتريسيرا زمرودي
- سوبر وينجز (نسخة مركز الزهرة) - بيغ وينغ
- سونيك بوم ج2 - كيوبوت (الصوت الأول)
- المعركة الحديدية بي بليد - بارق
- البؤساء-جافير

### مخرجًا للمسرح
- مسرحية باباي
- النمر الوردي
- فلة والأقزام السبعة
- نتو
- كونان ولغز الطفل المفقود
- كابيج دول

### مؤلفًا للمسرح
- وردة / مسرحية غنائية للأطفال
- فأر الاستديو / مسرحية كوميدية للأطفال
- قبر إيجة
- وحيدًا في دمشق بلا سترة نجاة / مونودراما
- حلاّق في ثلاجة الموتى

## روابط خارجية
- يحيى الكفري على موقع قاعدة بيانات الأفلام العربية